# Liste der Mitglieder des liechtensteinischen Landtags (1862)
Diese Liste führt die Mitglieder des Landtags des Fürstentums Liechtenstein auf, der aus den Landtagswahlen des Jahres 1862 hervorging. Diese Wahl war die erste, nachdem Liechtenstein am 26. September 1862 die bis dahin geltende landständische Verfassung von 1818 ausser Kraft setzte und eine neue erhielt. Dadurch wurden dem Landtag erstmals beträchtliche Mitwirkungsrechte zugestande, so durften ohne Zustimmung des Landtags kein Gesetz mehr erlassen, geändert oder aufgehoben werden – es sei denn der Landesfürst hielte es für notwendig, um die Sicherheit des Landes wiederherzustellen. Der Landtag bestand aus zwölf gewählten Abgeordneten, drei weitere wurden vom Landesfürsten ernannt.
Jeder Wahlberechtigte wählte in seiner Gemeinde Wahlmänner, die sich dann in Vaduz trafen, um dort die Abgeordneten zu wählen. Um in den Landtag gewählt zu werden, benötigte man in den ersten beiden Wahlgängen die absolute Mehrheit aller Wahlmänner. Konnten bis dahin immer noch nicht genügend Abgeordnete gewählt werden, reichte im dritten Wahlgang die relative Mehrheit. Anschließend wurden noch nach dem gleichen Verfahren die Stellvertreter gewählt.
Da nach der neuen Verfassung eine Wahlperiode sechs Jahre dauern und alle drei Jahre die Hälfte des Parlaments neu gewählt werden sollte, wurde Ende 1865 durch das Los entschieden, wer sich bei der nächsten Wahl Anfang 1866 neu wählen lassen musste oder die vollen sechs Jahre im Parlament tätig sein durfte.

## Anzahl der Wahlmänner
Die Wahl der Wahlmänner fand zwischen dem 3. und dem 17. November 1862 in den Schulhäusern der Gemeinden statt. Es herrschte Wahlpflicht; die Nichtteilnahme wurde mit einer Geldbusse geahndet. Wahlberechtigt waren alle Männer ab 24 Jahren, die einer Arbeit nachgingen, wobei sie in keinem Gesindeverhältnis stehen durften. Ausgeschlossen waren diejenigen, die Armenunterstützung bezogen, vor Gericht angeklagt oder schuldig gesprochen waren oder nur aus Mangel an Beweisen freigesprochen worden waren. Dafür war das Wahlrecht nicht an das Vermögen oder das Steueraufkommen eines Wählers geknüpft und jede Stimme zählte gleich viel.
Die Anzahl der Wahlmänner, die eine Gemeinde stellte, richtete sich nach der Anzahl der Einwohner der Gemeinde. Für 100 Einwohner stellte sie zwei Wahlmänner, wobei die Einwohnerzahl auf volle 100 kaufmännisch gerundet wurde. Für die Landtagswahl 1862 stellten die elf Gemeinden folgende Wahlmänner:
| Gemeinde     | Wahlmänner |
| ------------ | ---------- |
| Balzers      | 20         |
| Eschen       | 18         |
| Gamprin      | 6          |
| Mauren       | 20         |
| Planken      | 2          |
| Ruggell      | 12         |
| Schaan       | 20         |
| Schellenberg | 6          |
| Triesen      | 16         |
| Triesenberg  | 20         |
| Vaduz        | 16         |
| Gesamt       | 156        |

## Liste der Mitglieder
Die Wahlmänner trafen sich am 24. November 1862 im Saal des Schlosses in Vaduz, um den Landtag von Liechtenstein zu wählen, es waren alle Wahlmänner anwesend. Im ersten Wahlgang wurden bereits zehn der zwölf gewählt. Nach einem erfolglosen zweiten Durchgang wurden schließlich die beiden letzten Mandate vergeben. Anschließend wurden in drei Wahlgängen die fünf Stellvertreter gewählt. Der Landesfürst Johann II. ernannte am 26. September 1862 die restlichen drei Abgeordneten.
| Name                     | Bemerkungen                   |
| ------------------------ | ----------------------------- |
| Josef Bargetze           | Erster Wahlgang               |
| Johann Baptist Büchel    | Erster Wahlgang               |
| Josef Erni               | Erster Wahlgang               |
| Gregor Fischer           | Dritter Wahlgang              |
| Anton Gmelch             | Ernannt                       |
| Markus Kessler           | Erster Wahlgang               |
| Andreas Kieber           | Erster Wahlgang               |
| Franz Josef Kind         | Ernannt                       |
| Franz Anton Kirchthaler  | Erster Wahlgang               |
| Johann Georg Marxer      | Ernannt; nachträglich ernannt |
| Baptist Quaderer         | Dritter Wahlgang              |
| Karl Schädler            | Erster Wahlgang               |
| Johann Josef Schafhauser | Erster Wahlgang               |
| Christoph Wanger         | Erster Wahlgang               |
| Franz Wolfinger          | Erster Wahlgang               |
| Josef Wolfinger          | Ernannt; lehnte allerdings ab |

## Liste der Stellvertreter
Nach den Abgeordneten wurden deren Stellvertreter gewählt. Auch hier wurde in den ersten zwei Wahlgängen eine absolute Mehrheit und im dritten Wahlgang eine relative Mehrheit benötigt.
| Name                  | Bemerkungen      |
| --------------------- | ---------------- |
| Johann Baptist Beck   | Dritter Wahlgang |
| Franz Josef Laternser | Zweiter Wahlgang |
| Franz Josef Schlegel  | Dritter Wahlgang |
| Wilhelm Schlegel      | Erster Wahlgang  |
| Josef Walser          | Erster Wahlgang  |